# Lapa do Bugio
Lapa do Bugio (auch Isabel station genannt) ist eine natürliche Höhle auf der Westseite des Arrábida Natural Parks, westlich von Setúbal in Portugal, die von einer ackerbautreibenden Bevölkerung von der Jungsteinzeit bis zur Kupferzeit (4. bis 3. Jahrtausend) als Begräbnisstätte verwendet wurde. Lapa, Anta oder Orca sind portugiesische Bezeichnungen für etwa 5000 Megalithanlagen die während des Neolithikums im Westen der Iberischen Halbinsel von den Nachfolgern der Cardial- oder Impressokultur errichtet wurden und dem internationalen Begriff Dolmen entsprechen.

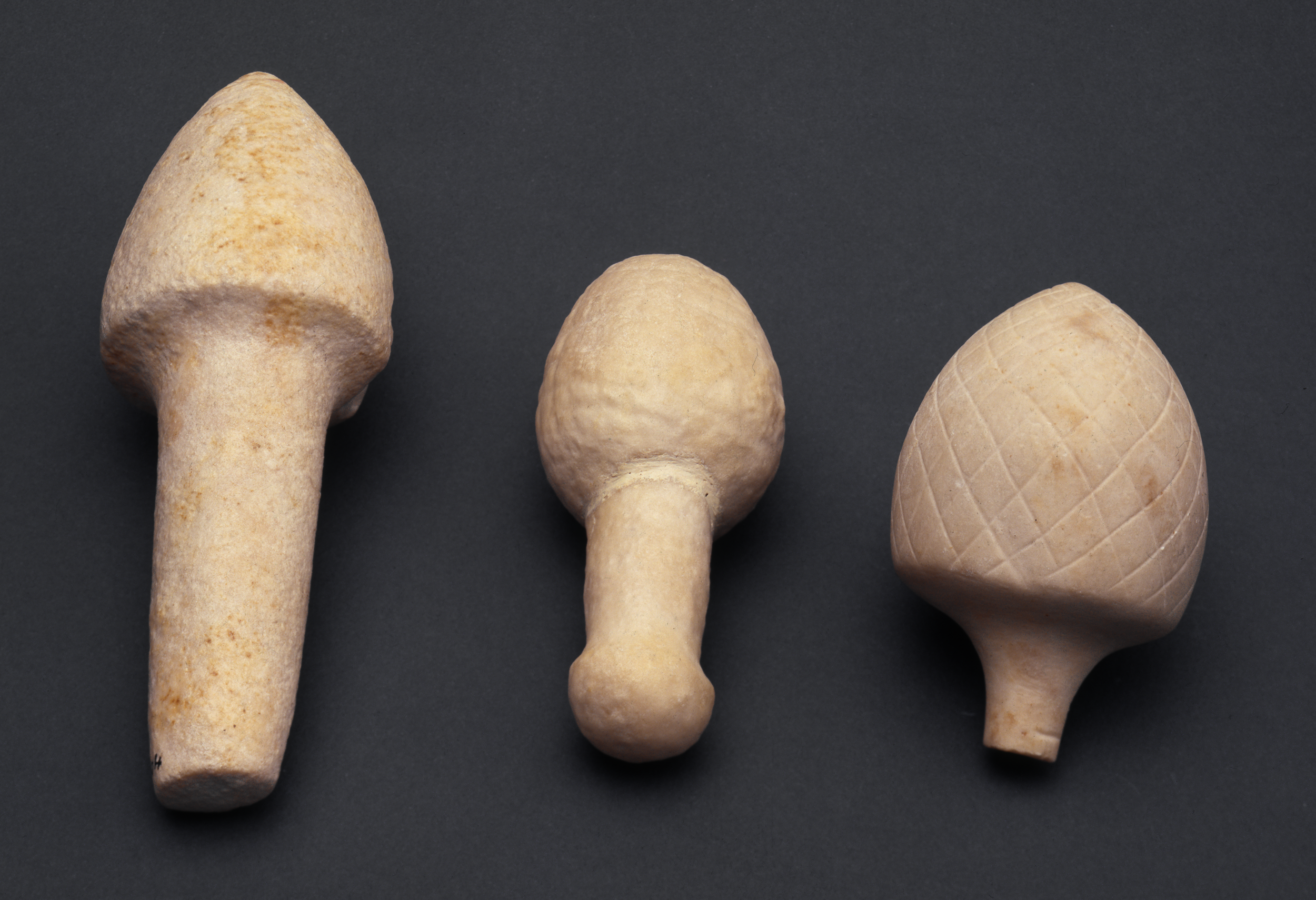
Pinienzapfenidole – Museu Nacional de Arqueologia

Die Höhle liegt bei Sesimbra, 500 m vom Dorf Azoia und 150 Meter über dem Meeresspiegel und wurde 1957 von Rafael Monteiro entdeckt. Noch im selben Jahr begannen die Ausgrabungen des Archäologischen Museums von Sesimbra. Die Höhle misst 9,8 × 8,8 m und ist 4,4 m hoch und hat einen dreieckigen Eingangsbereich. Die Grabbeigaben lagen unter flachen Platten entlang der Wände bis zur Mitte der Höhle. 
Gefunden wurden: Kalksteinidole mit Spuren von Verzierungen, Keramikscherben, Knochenwerkzeuge (zwei in Portugal seltene „Idole des Typs Almeriense“ und die Skulptur eines Kaninchenpaares), mehrere Schieferplattenidole, Pinienzapfenidole (portugiesisch Idolos de Calcário  oder „pinhas“) aus Sandstein, sowie polierte Steinwerkzeuge und Abschläge. Darunter waren trapezförmige Mikrolithen, Pfeilspitzen mit gestielter Basis konkav und gerade, mehrere Klingen, sowie zwei Haufen aus Bergkristall (Mineralien, die in der Region nicht vorkommen).